# Prêmio Multishow de Música Brasileira 2010
O Prêmio Multishow de Música Brasileira 2010 foi a décima sétima edição da premiação realizada pelo canal de televisão Multishow. Ocorreu no dia 24 de agosto de 2010 e transmitido ao vivo do Arena Multiúso no Rio de Janeiro pelo canal. A cerimônia foi apresentada por Fernanda Torres e Bruno Mazzeo e a homenageada da noite foi a banda Titãs.

## Categorias
| Categoria                | Vencedor                                     | Indicados |
| ------------------------ | -------------------------------------------- | --- |
| Melhor Cantor            | Samuel Rosa                                  | - Caetano Veloso - Di Ferrero - Dinho Ouro Preto - Lucas Silveira |
| Melhor Cantora           | Ana Carolina                                 | - Claudia Leitte - Ivete Sangalo - Maria Gadú - Pitty |
| Melhor Música            | Restart — Recomeçar                          | - Luan Santana — Meteoro - Maria Gadú — Shimbalaiê - NX Zero — Espero a Minha Vez - Pitty — Me Adora |
| Melhor Clipe             | NX Zero — Espero a Minha Vez                 | - Cine — A Usurpadora - Hori — Segredo - Pitty — Me Adora - Skank — Noites de um Verão Qualquer |
| Melhor Show              | Ivete Sangalo                                | - Claudia Leitte - Luan Santana - NX Zero - Victor & Leo |
| Melhor Álbum             | Maria Gadú — Maria Gadú                      | - Hori — Hori - Lucas Silveira — The Rise and Fall of Beeshop - NX Zero — Sete Chaves - Pitty — Chiaroscuro |
| Melhor DVD               | Pitty — Chiaroscope                          | - Fresno — O Outro Lado da Porta - Ivete Sangalo — Multishow Registro: Ivete Sangalo - Pode Entrar - Luan Santana — Luan Santana ao Vivo - Victor & Leo — Ao Vivo e em Cores em São Paulo                                                            |
| Revelação                | Luan Santana                                 | - Hori - Maria Gadú - Restart - Stevens |
| Melhor Grupo             | Cine                                         | - NX Zero - Restart - Skank - Titãs |
| Melhor Artista Sertanejo | Victor & Leo                                 | - César Menotti & Fabiano - Jorge & Mateus - Luan Santana - Maria Cecília & Rodolfo |
| Melhor Instrumentista    | Rodrigo Tavares (Fresno)                     | - Cadu (Strike) - Cesinha (Maria Gadú e Vanessa da Mata) - Haroldo Ferretti (Skank) - Joe Gomes (Pitty) |
| Experimente              | Móveis Coloniais de Acaju                    | - Cidadão Instigado - Copacabana Club - Nina Becker - Stop Play Moon |
| Prêmio TVZé              | Tiago Cardoso (Claudia Leitte — As Máscaras) | - Bruna Knudsen Rodrigues (Strike — A Tendência) - Douglas Vieira de Sousa (Doug Sousa) (Wanessa Camargo — Gosto Tanto) - Henrique Rangel Mello de Sales (Ana Carolina e John Legend — Entreolhares) - Kadu Gauer (Ivete Sangalo — Na Base do Beijo) |